# Острови Ашмор і Картьє
А́шмор і Картьє́ (острови Ашмор і Картьє, англ. Territory of Ashmore and Cartier Islands) — дві групи невеличких островів в Індійському океані на континентальному шельфі Австралії, які є територією Австралійського Союзу.
Площа — 5 км²
Населення — незаселені (2001).
Поясний час: +6 год з Києвом, +8 год з Гринвічем.